# Иверский монастырь (Афон)
И́верский монасты́рь, или Иверо́н (греч. Μονή Ιβήρων, груз.  ივერთა მონასტერი) — православный греческий (ранее — грузинский) мужской монастырь на Святой Горе Афон в Греции, занимающий в святогорской иерархии третье место. Находится на северо-востоке полуострова; основан в 980—983 году грузинами.

## История
Монастырь построен на развалинах античного города Клеони. На месте главного храма в древности располагалось капище Посейдона. В христианскую эру здесь появилась Лавра Климента. Иверон (Ιβήρων) по-гречески значит «принадлежащий грузинам», Иберия (рус. Иверия) — Грузия. Название объясняется тем, что основателем и первым строителем монастыря был грузинский монах Иоанн Иверский, ранее служивший в Великой Лавре. Монастырь построен на средства грузинского царского дома Багратионов.
В 1259 году униаты практически полностью разрушили монастырь. В 1285 году монастырь испытал нападение латинян, а в 1306 году подвергся страшному разорению от пиратов-каталонцев, которые три года грабили Афонскую гору. В 1357 году монастырь указом патриарха был передан в управление грекам, которые к тому времени превосходили грузин численностью.
Из этой обители происходит почитаемая в России Иверская икона Божией Матери. В середине XVI века после передачи в Москву из Афонского Иверского монастыря списка Иверской иконы Божией Матери царь Алексей Михайлович пожаловал афонитам Никольскую обитель в Москве. В 1617—1626 годах в Иверском монастыре был построен водопровод, в 1622 году — башня и здание причала (арсаны), а в 1674 году была расписана часть соборного храма.
В 1830 году Иверский монастырь захвачен греками, которые в 1866 году заменили все грузинские надписи греческими.

## Постройки
По внешнему виду Иверский монастырь напоминает четырехугольный замок, обнесенный высокими стенами, с крепкими бойницами и охраняемый со стороны моря высоким пирсом.
Соборный храм Иверского монастыря посвящен Успению Пресвятой Богородицы. Также на территории и за пределами монастыря находится еще 18 небольших храмов (параклисов), посвященных святителю Николаю Чудотворцу, собору святых Архангелов, святому Иоанну Предтече, Борогодице Вратарнице, Введению, святым Евстафию, первомученику Стефану, Иоанну Богослову, великомученику Георгию, Спиридону, Дионисию Ареопагиту, Модесту, мученику Неофиту, святым царям Константину и Елене, Преображению Господню, Всем Святым, безсребренникам Косме и Дамиану, Воздвижению Креста Господня
В нартексе собора имеются знаменитые росписи, где изображены Платон, Аристотель, Софокл, Фукидид, Плутарх, Александр Македонский. Перед собором находится фиал водосвятия, восстановленный после пожара 1865 года, а напротив фасада — монастырская трапезная, заново построенная и расширенная архимандритом Афанасием Акарнанским в 1848 году. В том же году над ее входом была построена высокая звонница.

## Святыни
Иверон имеет множество святых мощей, больше, чем любой другой монастырь на Афоне. Чудотворная Иверская икона Божией Матери, именуемая Вратарницей, почитаемая с IX века, также находится в Ивероне. Икона была обретена в 1004 году старцем Гавриилом, который увидел ее в воде. Первоначально икону хотели установить в алтаре, но она мистическим образом оказалась при вратах монастыря, где ее решили и оставить в специально созданном киоте как хранительницу обители, однако позднее икона была помещена в часовне, находящуюся у ворот монастыря, в которой она пребывает и сегодня.
Также при монастыре хранятся части хламиды, трости и губы, которыми был поруган Иисус Христос; часть Животворящего Креста Господня, частицы мощей Иоанна Предтечи, Лазаря Четверодневного, свв. апп. Петра, Луки и Варфоломея, первомуч. Стефана, свтт. Василия Великого, Иоанна Златоуста, вмчч. Георгия Победоносца, целителя Пантелеимона, Меркурия и Димитрия Солунского, Василия Амасийского, Феодора Пергии, мчч. Никиты, Фотия и Нестора, свтт. Михаила Синадского и Афанасия Великого, мцц. Фотинии, Евпраксии, Анастасии и Параскевы, Феодора Стратилата и Иерофея Иверского и многих других святых.
К раритетам можно отнести серебряный семисвечник в виде лимонного дерева с 30 позолоченными лимонами и 7 подсвечниками, который, согласно двуязычной (на греческом и русском) надписи в стихах, был подарен архимандриту Кириллу для его монастыря жителями Москвы в 1818 году.

## Библиотека
Библиотека монастыря насчитывает около 2 000 рукописей, 15 свитков и 20 000 печатных книг, большинство — на грузинском, греческом, еврейском и латинском языках. 

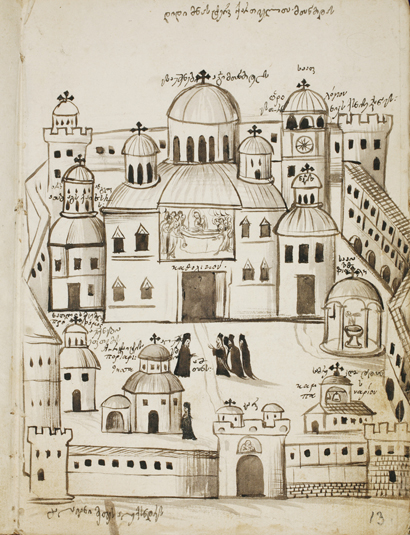
Зарисовка путешественника XVIII века Тимоте Габашвили

## Население
В настоящее время в монастыре живут около 30 монахов и послушников.

## Настоятели
- Иоанн Иверский (983—1002)
- Евфимий Афонский (1002—1028)
- Георгий Афонский (после 1028—до 1065)
- Пахомий (1640-е), архимандрит
- Василий (Гондикакис), архимандрит (1990—2005)
- Нафанаил, архимандрит (2005 — н/в)

## Личности, связанные с Ивероном
- Иоанн Торник (ум. 985)
- Георгий Мтацминдели (1009—1065)